# Can Palou (Cistella)
Can Palou és una obra de Cistella (Alt Empordà) inclosa a l'Inventari del Patrimoni Arquitectònic de Catalunya.

## Descripció
Gran masia situada als afores del veïnat de Vilarig. És una masia d'un cos amb teulat a dues vessants a dos alçats diferents. Les cantonades de la casa són carreuades amb carreus irregulars força ben escairats. Les obertures de tota la construcció estan envoltades de maó i destaca a la façana posterior la terrassa a sobre de la qual hi ha una galeria amb arcs de mig punt.